# La famiglia del professore matto (colonna sonora)
La famiglia del professore matto è la colonna sonora dell'omonimo film di Peter Segal, pubblicata nel 2000 da Def Jam. La RIAA la certifica disco di platino.
| Recensione | Giudizio |
| ---------- | -------- |
| AllMusic   | [ 1 ]    |

Secondo AllMusic la soundtrack abbina una prima parte adeguata a una seconda troppo volgare per gli standard comici del film.

## Tracce
1. Doesn't Really Matter (Janet Jackson) – 4:56 – Janet Jackson, Jimmy Jam and Terry Lewis
2. Hey Papi (Jay-Z, Amil, Memphis Bleek) – 4:28 – Timbaland
3. Just Friends (Sunny) (Musiq Soulchild) – 4:05 – Carvin "Ransum" Haggins & Ivan
4. Missing You (Case) – 4:45 – Tim & Bob
5. Even If (Method Man) – 2:58 – Erick Sermon, P. King
6. I'm Gonna Crawl (Remix) (DMX, Dyme) – 4:10 – P. Killer Trackz
7. Thinkin' 'Bout Me (Brian McKnight) – 4:18 – Brian McKnight
8. Here with Me (Jazz, Tichina Arnold) – 4:56 – Christopher "Deep" Henderson
9. No You Didn't Say (Kandice Love) – 4:29 – Redhead
10. Let Me Be (Eve) – 3:50 – Teflon
11. Get with Me (Shorty 101) – 4:08 – Rodney Jerkins
12. Do You Remember (Once Upon a Time) (Montell Jordan) – 4:10 – JoJo Brim, Montell Jordan
13. Thong Song Uncensored (Sisqó, Foxy Brown) – 4:08 – Tim & Bob
14. Off the Wall (Eminem, Redman) – 3:56 – Erick Sermon
15. Just a Touch (R. Kelly) – 4:15 – R. Kelly
16. G.O.A.T. (Sneak Preview) (LL Cool J) – 7:52

## Classifiche

### Classifiche settimanali
| Classifica (2000)         | Posizione raggiunta |
| ------------------------- | ------------------- |
| Australia                 | 42                  |
| Germania                  | 67                  |
| Nuova Zelanda             | 32                  |
| Paesi Bassi               | 99                  |
| Regno Unito               | 21                  |
| Stati Uniti               | 16                  |
| US Top R&B/Hip-Hop Albums | 4                   |
| Svizzera                  | 97                  |

### Classifiche di fine anno
| Classifica (2000)         | Posizione raggiunta |
| ------------------------- | ------------------- |
| Stati Uniti               | 88                  |
| US Top R&B/Hip-Hop Albums | 41                  |